# Noblesse
Noblesse is een Belgisch bier van hoge gisting.
Het bier wordt sinds 2007 gebrouwen in Brouwerij De Dochter van de Korenaar te Baarle-Hertog. Dit was het eerste bier van deze brouwerij.

## Varianten
- Noblesse, goudblond bier met een alcoholpercentage van 5,5%
- Noblesse Extra-Ordinaire, goudblond bier met een alcoholpercentage van 7%, een sterkere dryhopped versie van de Noblesse.